# Biber Gullatz

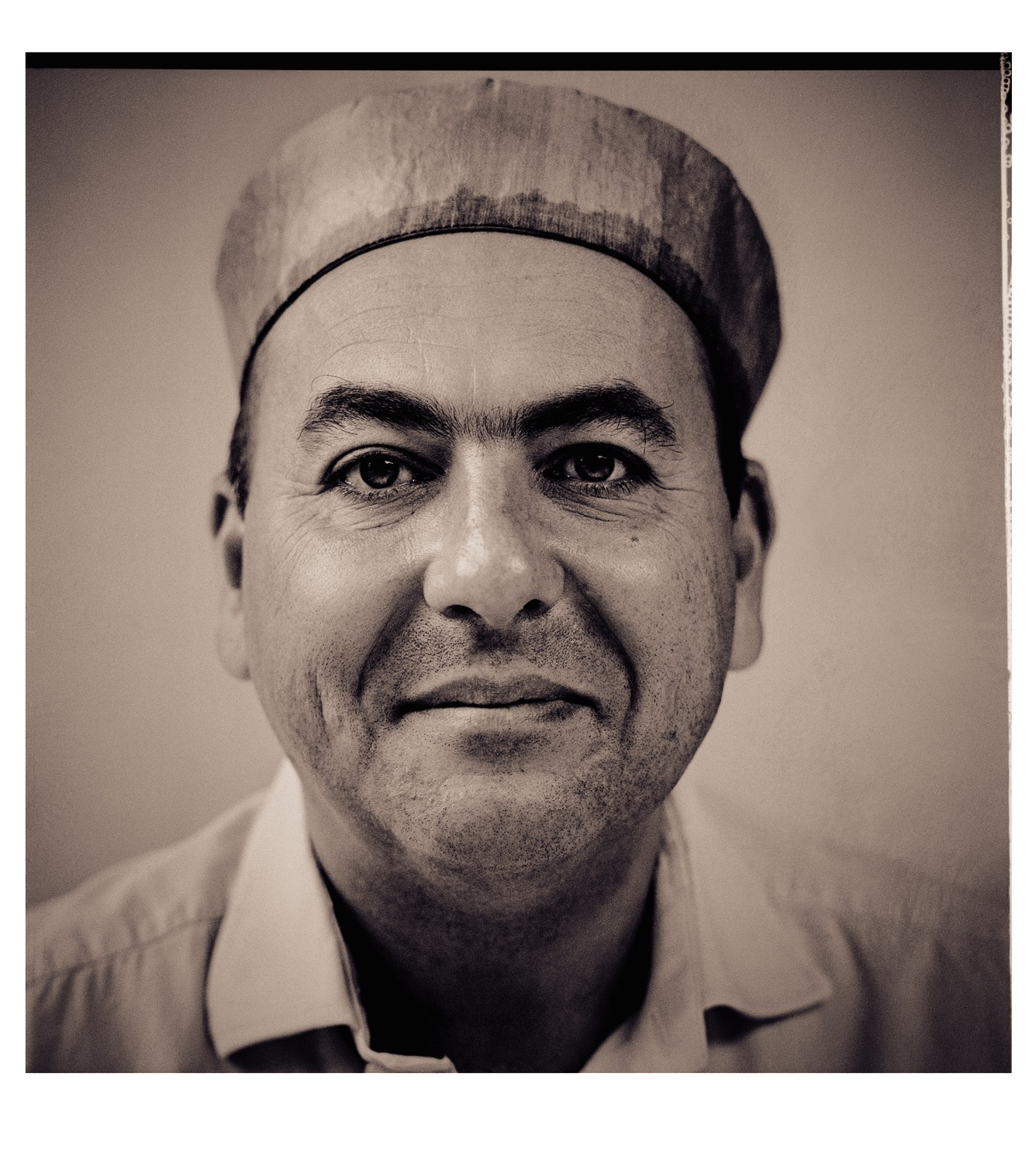
Biber Gullatz (2008)

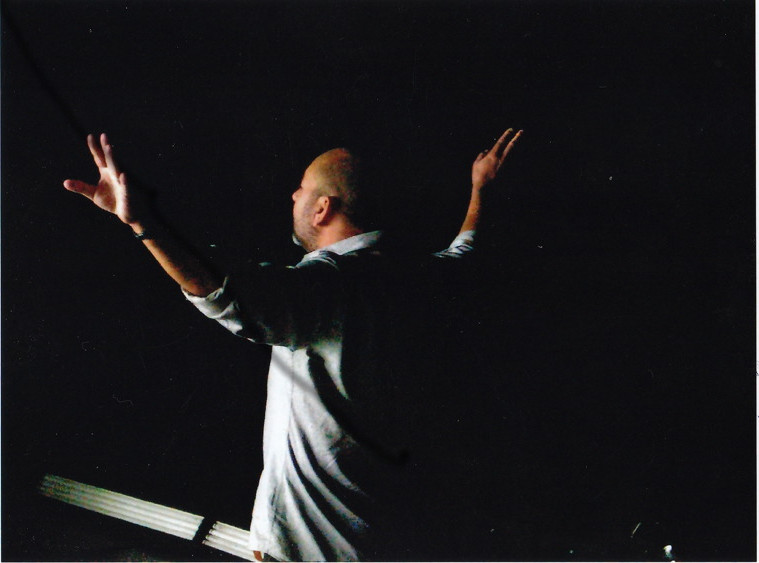
Biber Gullatz bei der Probenarbeit (2009)

Biber Gullatz (eigentlich Philip Gullatz, geboren 1962 in Korbach) ist ein deutscher Filmkomponist und Musikproduzent. Gullatz arbeitet außerdem als freischaffender Komponist an deutschen und internationalen Theatern.
Seit 1990 komponierte er Werke für verschiedene Film- und Fernsehproduktionen wie beispielsweise Tatort, Anwalt Abel, Adelheid und ihre Mörder und Doctor’s Diary. Seit 2004 realisiert Gullatz einen großen Teil seiner Projekte in filmmusikalischer Zusammenarbeit mit seinen Partnern Andreas Schäfer und Moritz Freise.

## Leben
Biber Gullatz ist Sohn der Krimiautorin Ingrid Noll. Er war bereits als Jugendlicher einer der maßgeblichen Musiker der Band Emma Myldenberger, mit der er 1978 und 1979 zwei Alben einspielte. Mit dem Kontrabassisten Topsi Tkacz und dem Gitarristen Michel Meyer gründete er nach dem Ende von Emma Myldenberger die Band Radio Noisz Ensemble, die 1982 ein weiteres Album vorlegte. 1979 wirkte Gullatz außerdem am Debütalbum der Folkband Zeitenwende mit. Später war er als Musiker an verschiedenen Produktionen von De-Phazz und Mani Neumeier beteiligt.
Nach einem Musikstudium (Oboe, Klavier, Komposition) an der Akademie für Tonkunst in Darmstadt und an der Hochschule für Musik und Tanz Köln gründete Gullatz zusammen mit Eckes Malz die „First Take Studios“ 1993 in Weinheim; 2000 erfolgte der Umzug der Studios nach Köln (Malz) bzw. Berlin (Gullatz). Der Musiker ist Mitglied der Deutschen Filmakademie. Seit 1998 ist er außerdem Dozent an der Universität Zürich.

## Filmmusik (Auswahl)
- 1995: Die Versuchung – Der Priester und das Mädchen
- 1998: Adelheid und ihre Mörder (Fernsehserie)
- 1999: Tatort: Kriegsspuren
- 1999: Tatort: Restrisiko
- 2001: Emil und die Detektive
- 2002: Bibi Blocksberg
- 2002: Tatort: Schlaraffenland
- 2003: Das fliegende Klassenzimmer
- 2004: Blond: Eva Blond! – Der Zwerg im Schließfach
- 2006: Beutolomäus und der geheime Weihnachtswunsch
- 2009: Es kommt der Tag
- 2010: Liebe und andere Delikatessen
- 2010: Doctor’s Diary (Fernsehserie)
- 2010: Liebe am Fjord – Der Gesang des Windes
- 2010: Liebe am Fjord – Sommersturm
- 2010: Bella Vita
- 2010: Ihr mich auch
- 2011: Freilaufende Männer
- 2011: Tom Sawyer
- 2011: Tatort: Herrenabend
- 2011: Eine halbe Ewigkeit
- 2011: Wilsberg: Frischfleisch
- 2012: Halbe Hundert
- 2012: Gestern waren wir Fremde
- 2012: Der Heiratsschwindler und seine Frau
- 2012: Tatort: Das Wunder von Wolbeck
- 2013: Schneewittchen muss sterben
- 2013: Liebe am Fjord – Zwei Sommer
- 2013: Kückückskind
- 2014: Liebe am Fjord – Die Frau am Strand
- 2014: Wir tun es für Geld
- 2014: Männertreu
- 2014: Tiere bis unters Dach (Familienserie)
- 2014: Kommissar Dupin (Fernsehreihe)
  - Bretonische Verhältnisse
  - Bretonische Brandung
- 2014: Die letzten Millionen
- 2015: Heimat ist kein Ort
- 2016: Polizeiruf 110 – Endstation
- 2016: Mutter reicht’s jetzt
- 2018: Tatort: Unter Kriegern
- 2018: Extraklasse
- 2019: Tatort: Spieglein, Spieglein
- 2019: Die Drei von der Müllabfuhr – Dörte muss weg
- 2020: Die Drei von der Müllabfuhr – Mission Zukunft
- 2020: Die Drei von der Müllabfuhr – Kassensturz
- seit 2020: Fritzie – Der Himmel muss warten
- 2021: Die Drei von der Müllabfuhr – Die Streunerin
- 2021: Die Drei von der Müllabfuhr – Operation Miethai
- 2021: Extraklasse 2+
- 2022: Die Drei von der Müllabfuhr – Zu gut für die Tonne
- 2022: Die Drei von der Müllabfuhr – (K)eine saubere Sache
- 2022: Extraklasse – On Tour
- 2023: 2 unter Millionen
- 2023: Die Drei von der Müllabfuhr – Altlasten
- 2023: Die Drei von der Müllabfuhr – Arbeit am Limit
- 2025: Die Drei von der Müllabfuhr – Der Neue
- 2025: Die Drei von der Müllabfuhr – Schutzgeld